# Gao Yaojie
Gao Yaojie, (高耀潔S (contea di Cao, 19 dicembre 1927 – New York, 10 dicembre 2023), è stata una ginecologa cinese, attivista contro l'AIDS che lavorava a Zhengzhou, nello Henan.
Fu tra i primi medici a rendersi conto della misteriosa malattia dell'AIDS che a metà degli anni '90 stava uccidendo gli abitanti dei villaggi. Rivelò l'insabbiamento sulla malattia da parte delle auorità cinesi nella provincia dello Henan e fu posta anche agli arresti domiciliari.
Gao venne premiata per il suo lavoro dalle Nazioni Unite e dalle organizzazioni occidentali mentre trascorreva il tempo agli arresti. La sua rottura con le autorità cinesi ostacolò ulteriori attività in campo medico e nel 2009 partì per gli Stati Uniti, dove si stabilì a Manhattan, New York.

## Biografia
Gao Yaojie nacque nella contea di Cao, Shandong nel 1927 da genitori proprietari terrieri.  Da bambina, i suoi piedi furono fasciati per sei anni, provocandole una zoppia che avrebbe mantenuto per il resto della sua vita. La sua famiglia, compresi i suoi cinque fratelli, si trasferì a Kaifeng, Henan, durante la seconda guerra mondiale, dove frequentò l'università per studiare medicina a partire dal 1939. Il suo periodo scolastico fu interrotto dall'invasione giapponese; si laureò alla Facoltà di Medicina dell'Università dello Henan nel 1953. Poco dopo sposò suo marito, Guo Mingju.
Docente presso l'Henan College of Traditional Chinese Medicine, Gao era specializzata in ginecologia ovarica;  lavorò anche come ostetrica, partorendo fino a "una dozzina di bambini al giorno". Quando le carestie iniziarono a colpire la provincia alla fine degli anni '50, Gao diede biglietti per le razioni di cibo e altre forniture ai pazienti bisognosi.
A causa del suo background intellettuale, Gao fu perseguitata durante la Rivoluzione Culturale (1966-1976), lasciandola in cattive condizioni di salute. Gao fu picchiata più volte dalle Guardie Rosse a causa dello status di "padrone di casa" della sua famiglia. A volte, per evitare la cattura, si nascondeva nell'obitorio dell'ospedale. Il suo figlio più giovane, all'epoca 13enne, fu imprigionato per tre anni con falsi pretesti. Le molestie subite durante questo decennio la portarono quasi al suicidio.
Lavorò come ginecologa presso l'Ospedale di Medicina Cinese dell'Henan nel 1974, fu promossa professoressa nel 1986 e si ritirò nel 1990. Gao era membro del Settimo Congresso del Popolo dell'Henan.

## Attivismo contro l'AIDS
L'Henan è stato il luogo dello scandalo Bloodhead, che ha provocato la rapida diffusione del virus HIV durante gli anni '90 tra la popolazione rurale povera che vendeva sangue in centri di raccolta privati e provinciali dell'Henan, centri antigienici dove il sangue veniva raccolto da donatori pagati in un serbatoio centrale: il plasma si separava e il resto del sangue veniva pompato dal serbatoio centrale nei donatori dello stesso gruppo sanguigno.  Gao divenne famosa in Cina e nel mondo come sostenitrice della prevenzione dell'AIDS durante l'epidemia di HIV nella provincia di Henan, così come per i suoi appelli alle istituzioni locali e nazionali per una maggiore attenzione alle persone affette dalla malattia e ai bambini che erano stati colpiti dalla malattia o errano rimasti orfani dopo la morte dei genitori infettati.
Gao incontrò per la prima volta un malato di AIDS nel 1996, quando fu chiamata come consulente per un ospedale di Zhengzhou. Due settimane prima avevano ricoverato una donna di cognome Ba, ma non erano riusciti a diagnosticarle nulla.  Il 7 aprile 1996, Gao diagnosticò a Ba l'AIDS a seguito di un esame del sangue.  Gao sospettava che Ba fosse stata infettata dall'HIV a causa di una trasfusione di sangue diversi anni prima durante un'operazione su un tumore uterino. Ba morì dieci giorni dopo, all'età di 42 anni. Né il marito della paziente né suo figlio erano stati infettati dall'HIV, il che portò Gao a chiedersi se fosse possibile impedire la diffusione del virus.
Gao iniziò a visitare i villaggi rurali per determinare se Ba fosse stata un caso isolato; e scoprì che c'erano molti altri casi.

### Impegni per la prevenzione dell'AIDS
Alla fine del 1996, iniziò a scrivere materiali sulla prevenzione della diffusione dell'HIV/AIDS e a utilizzare i propri fondi per pubblicarli.  La sua newsletter, Conoscenza per la prevenzione dell'HIV, fu pubblicata per la prima volta il 1º dicembre 1996, Giornata mondiale contro l'AIDS.  Distribuì la newsletter alle stazioni degli autobus di Zhengzhou, chiedendo ai passeggeri di portare la newsletter alle loro destinazioni in campagna.  Si arrivò a 15 numeri e ad una tiratura complessiva di 530.000 copie. Il primo numero venne finanziato dal Museo di Cultura e Storia dell'Henan e dalla Fondazione Song Qingling, ma i numeri successivi furono pagati da Gao, ad un costo compreso tra 3.000 e 5.000 yuan per numero. Le newsletter furono distribuite anche alla stazione epidemica della provincia di Henan, ai centri di pianificazione familiare e su autobus e treni. In alcuni casi, altri giornali e riviste collaborarono con Gao per distribuire i suoi materiali insieme alle loro pubblicazioni.
Gao incluse anche informazioni sulla prevenzione dell'HIV/AIDS nelle 30-70 conferenze pubbliche che teneva ogni anno sulla salute. Il suo appartamento alla fine divenne un "centro di comando", dove stampava volantini e rispondeva a lettere e telefonate di pazienti, medici e insegnanti sull'HIV/AIDS. Gao venne invitata dalla televisione della città di Zhengzhou a parlare in un programma televisivo in diretta sulla prevenzione dell'HIV/AIDS il 1º dicembre 1999.
In seguito Gao decise di promuovere il suo messaggio autopubblicando un libro, intitolato La prevenzione dell'AIDS / Malattie veneree. Dopo aver ricevuto il Premio Jonathan Mann per la salute globale e i diritti umani nel 2001, spese i 20.000 dollari del premio in denaro, integrati con 10.000 dollari in donazioni dalla Fondazione Ford, per stampare 150.000 copie del libro. Gao donò circa 60.000 copie del libro alla Federazione delle donne della provincia di Henan, alla stazione di prevenzione dell'epidemia dell'Henan e alla biblioteca provinciale, con istruzioni per diffondere ulteriormente i libri nelle aree più rurali e nelle organizzazioni più piccole. Gao in seguito ricevette richieste per il libro, principalmente dall'Henan, ma anche da Hainan, Hubei, Guangdong, Yunnan e dalla regione autonoma uigura dello Xinjiang.
Nell'autunno del 2001, Gao effettò un'indagine sulla conoscenza della prevenzione dell'AIDS. Delle oltre 10.000 persone intervistate, meno del 15% aveva una corretta comprensione della trasmissione dell'HIV e della prevenzione dell'AIDS, e la maggior parte di loro ignorava completamente la trasmissione dell'HIV attraverso il sangue.

### Aiutare i malati di AIDS e le loro famiglie
A partire dal 2000, la maggior parte dei suoi sforzi si concentrarono sull'aiuto agli "orfani dell'AIDS", bambini i cui genitori erano morti di AIDS nei villaggi dell'Henan.  Gao inviò denaro ai pazienti, portando anche medicinali, come antidolorifici, per curare i loro sintomi. Utilizzò così tanti fondi propri che, a partire dal 2000, suo marito le impedì di gestire i risparmi della famiglia.
Yaojie lavorò al fianco di Shuping Wang, un ricercatore sanitario che in precedenza aveva denunciato le cattive pratiche cinesi nella raccolta del sangue che portarono alla diffusione dell'epatite C nel 1993, e che pochi anni dopo era stato anche un informatore sull'aumento dell'infezione da HIV. Wang forniva dati per aiutare a sostenere i messaggi di Yaojie.

### Reazione del governo
Gao fu inizialmente tollerata dai funzionari locali, ma in seguito ebbe ulteriori reazioni negative per i suoi "discorsi schietti e parole dure". Sia i funzionari che la stampa locale non erano disposti ad aiutarla nelle sue campagne educative, nascondendo invece la questione, temendo che discuterne avrebbe dato alla provincia una cattiva reputazione. La posta di Gao venne sequestrata e il suo telefono fu messo sotto controllo.
Nell'agosto 2000, Gao rilasciò un'intervista al China Newsweekly, con l'articolo ristampato da più organi di stampa. Le autorità locali le ordinarono di non parlare più con i giornalisti. Nello stesso anno, a novembre, una conferenza che Gao avrebbe dovuto tenere agli studenti fu cancellata alcune ore prima dopo che lei aveva ammesso che avrebbe discusso brevemente dell'HIV / AIDS.

### Agli arresti domiciliari
Il marito di Gao, Guo Mingju, morì nel 2006.a coppia aveva due figlie e un figlio, da cui Gao si allontanò nel 2009.
Nel febbraio 2007, Gao finì agli arresti domiciliari e impossibilitata a viaggiare. Aveva ricevuto pressioni dai funzionari locali affinché firmasse una dichiarazione in cui affermava di "non essere in grado di viaggiare a causa delle cattive condizioni di salute".  Un rapporto su una visita al suo appartamento, mentre era ancora agli arresti domiciliari, da parte del vice segretario del partito della provincia di Henan, Chen Quanguo, del vice governatore dell'Henan, Wang Jumei, e del capo del dipartimento di organizzazione del partito comunista della provincia di Henan, Ye Dongsong - le regalarono dei fiori e le fecero i migliori auguri del Partito e del governo dell'Henan per il Capodanno cinese - apparvero sull'Henan Daily e altri media cinesi. Il 16 febbraio 2007, cedendo alle pressioni internazionali, il governo le dette il permesso di recarsi negli Stati Uniti per ricevere un premio.
Gli arresti domiciliari di Gao facevano parte di un modello continuo di molestie, soprattutto nella provincia di Henan, nei confronti degli attivisti di base contro l'AIDS in Cina. Nel 2006, Wan Yanhai, un altro attivista di spicco, fu arrestato e gli fu impedito di tenere una conferenza sull'AIDS a Pechino. Il blog di Gao, che ha aggiornò fino al 2009, diventò quello che Gao definì un "campo di battaglia" tra i suoi sostenitori e detrattori.  Nel suo blog dell'11 febbraio Gao denunciò un attacco hacker al suo blog e notò che un "visitatore" aveva lasciato un messaggio dicendo che le persone venivano pagate 50 RMB ciascuna per lasciare commenti negativi. Gao scrisse che gli attacchi erano cominciati dopo aver iniziato a descrivere molti casi di persone che continuavano a contrarre l'HIV attraverso trasfusioni di sangue nella provincia di Henan.
Nel luglio 2008, l'autobiografia di Gao, The Soul of Gao Yaojie (scritta in cinese), fu pubblicata da Ming Pao Publications Limited (Hong Kong), e la versione inglese, The Soul of Gao Yaojie: A Memoir, nel novembre 2011.

## Negli Stati Uniti
Nel maggio 2009, Gao fuggì negli Stati Uniti, dopo aver temuto di essere nuovamente messa agli arresti domiciliari. Dopo essere arrivata negli Stati Uniti, rimase brevemente presso una famiglia cinese e poi si trasferì a New York con una borsa di studio della Columbia University. Si stabilì a West Harlem.
Negli Stati Uniti, Gao parlò della sua esperienza come medico e attivista in Cina.  Lavorò a stretto contatto con il professore della Columbia University Andrew J. Nathan, uno studioso di politica cinese che gestì i suoi affari negli Stati Uniti.
Nei suoi ultimi anni, Gao lottò contro la trombosi. Nel 2016 fu ricoverata in ospedale a causa di una polmonite.
Gao morì per cause naturali nella sua residenza a Upper Manhattan il 10 dicembre 2023, all'età di 95 anni. La sua morte venne confermata dal professor Nathan.

## Premi e riconoscimenti
Nonostante non fosse stata il primo medico cinese a denunciare l'epidemia di HIV nel Paese, le campagne di Gao a favore della prevenzione dell'AIDS ebbero un impatto sulle politiche del governo cinese volte a prevenire e controllare la malattia.  Nel 2003, il governo cinese ammise ufficialmente l’esistenza dell’AIDS in Cina e promise fondi per prevenire e controllare la malattia. Nel 2004, il Gruppo tematico delle Nazioni Unite sull’HIV/AIDS in Cina pubblicò un rapporto in cui si stimava che tra gli 850.000 e 1,5 milioni di adulti in Cina fossero stati infettati dall’HIV nel 2001. Nel 2007 i funzionari sanitari cinesi stimarono che solo 740.000 adulti furono infetti dall'HIV; tuttavia, tre anni dopo, Gao stimò che il numero totale di casi in tutta la nazione fosse vicino a 10 milioni.
Nel 1999, il Ministero dell'Istruzione nominò Gao "una persona modello interessata alla prossima generazione", ma non la invitò alla cerimonia di premiazione.
Nel 2001, Gao ricevette il Premio Jonathan Mann per la salute e i diritti umani. Nel 2002, fu nominata "Eroina asiatica" dalla rivista Time. Nel 2003, le venne assegnato il Ramon Magsaysay Award per il servizio pubblico a Manila, nelle Filippine. In entrambi i casi le fu negato il permesso di viaggiare fuori dalla Cina per accettare i premi. Venne anche designata come una delle "Dieci persone che hanno toccato la Cina nel 2003" dalla China Central Television.
Gao ebbe il "Global Leadership Award, Women Changing Our World" dalla Vital Voices Global Partnership insieme ad altre tre donne cinesi e tre donne provenienti da India, Guatemala e Sudan presso il John F. Kennedy Center for the Performing Arti il 14 marzo 2007. Nell'aprile 2007, l'Unione Astronomica Internazionale denominò l'asteroide 38980 in onore di Gao. Il 20 settembre 2007, l'Accademia delle Scienze di New York le conferì il "Premio Heinz R. Pagels per i diritti umani degli scienziati".
Il 7 febbraio 2015, Gao ricevette l'annuale "Premio Liu Binyan Conscience" 2014. La cerimonia di premiazione si tenne presso l'appartamento di Gao a New York e vi parteciparono più di 10 membri della giuria e ospiti. Il premio prende il nome dal medico cinese Liu Binyan e la giuria era composta da noti scrittori cinesi.